# Marquesado de Tejares
El Marquesado de Tejares es un título nobiliario español creado el 26 de octubre de 1697 por el rey Carlos II a favor de José Antonio Niño de Guzmán y Silva, Señor de los Tejares y del Corral, VII Alférez Mayor de la ciudad de Toledo.

## Marqueses de Tejares
|                                 | Titular                                                | Periodo                |
| Creación por Carlos II          | Creación por Carlos II                                 | Creación por Carlos II |
| ------------------------------- | ------------------------------------------------------ | ---------------------- |
| I                               | José Antonio Niño de Guzmán y Silva                    | 1697-                  |
| II                              | Francisca Josefa de Toledo y Niño                      |                        |
| ...                             |                                                        |                        |
|                                 | Francisca de Paula Portales y Fernández de la Cuadra   |                        |
| ...                             |                                                        |                        |
|                                 | Vicente José Valdés de Peralta y Gutiérrez de Cabiedes |                        |
| Rehabilitación por Alfonso XIII |                                                        |                        |
| V                               | María del Pilar Gómez Pocurrull                        | 1919-1921              |
| VI                              | José Luis de Almunia y Gómez Medievela                 | 1921-1942              |
| VII                             | Tomás de Almunia y Gómez Medievela                     | 1956-                  |
| VIII                            | Pilar Almunia y Aguilar-Tablada                        | 2010-actual titular    |

## Historia de los Marqueses de Tejares
- José Antonio Niño de Guzmán y Silva, I marqués de Tejares

1. Casó con Mariana de Argote y Maldonado, hija de Diego de Argote y Guzmán I marqués de Cabriñana del Monte y de su primera esposa Inés de Berlanga Maldonado y Menchaca.

Rehabilitado en 1919 por:
- María del Pilar Gómez Pocurull, V marquesa de Tejares.

1. Casó con José Luis de Almunia y Reboul. Le sucedió, en 1921, su hijo:

- José Luis de Almunia y Gómez Medievela (fallecido en 1942), VI marqués de Tejares. Sin descendientes. Le sucedió, en 1956, su hermano:

- Tomás de Almunia y Gómez Medievela (n. en 1917), VII marqués de Tejares.

1. Casó con Aurora Aguilar-Tablada y Tasso. Le sucedió, en 2010, su hija:

- Pilar Almunia y Aguilar-Tablada (n. en 1957), VIII marquesa de Tejares.

1. Casó con José Viña Ribes.